# Eberhard Herwarth von Bittenfeld

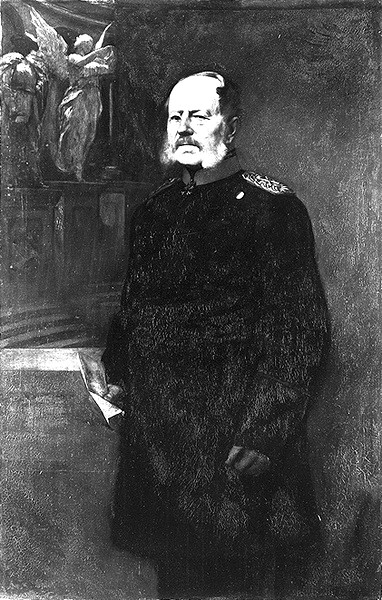
Eberhard Herwarth von Bittenfeld.

Karl Eberhard Herwarth von Bittenfeld, född 4 september 1796, död 2 september 1884, var en tysk militär.
Herwarth von Bittenfeld blev officer vid infanteriet 1813, överste 1848, generalmajor 1852, general vid infanteriet 1863, generalfältmarskalk 1871 och erhöll samma år avsked. Han deltog i fälttågen 1813-15 och ledde som armékårschef intagandet av Als 1864. Under 1866 års fälttåg var han chef för Elbearmén och 1870–1871 generalguvernör i 7:e, 8:e och 11:e armékårernas försvarsområden. Herwarth var från 1872 ledamot av preussiska herrehuset.